# Videmiro (filho de Videmiro)

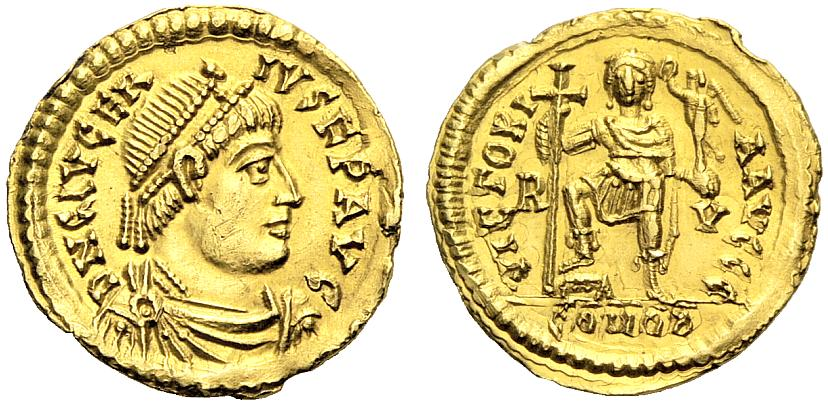
Soldo de Glicério r.

Videmiro ou Videmiro, o Jovem (em latim: Vidimir) foi um nobre ostrogótico do século V, membro da dinastia dos Amalos. Era filho do rei Videmiro (r. 451–473), e portanto sobrinho dos reis Teodemiro (r. 451–474) e Valamiro (r. 451–465) e neto de Vandalário. Ele é citado em 473, quando acompanhou seu pai em sua expedição contra a Itália do imperador romano ocidental Glicério (r. 473–474).
Com a morte do rei, Videmiro prosseguiu com a campanha, porém foi persuadido por Glicério a deixar a Itália e ir para a Gália, onde ele e seus seguidores uniram-se aos visigodos do rei Eurico (r. 466–484). Segundo Herwig Wolfram, provavelmente pode ser identificado com o nobre Vitamar que ca. 485 trocou cartas com o bispo Rurício de Limoges e recebeu dele 100 peras.